# Eclose
Eclose és un antic municipi francès, que pertany al municipi de Eclose-Badinières, situat al departament de la Isèra i a la regió de Alvèrnia - Roine-Alps. L'any 2007 tenia 709 habitants.
L'1 de gener de 2015, Eclose es va fusionar amb Badinières i formar el municipi nou d'Eclose-Badinières. No es va crear cap municipi delegat.

## Demografia

### Població
El 2007 la població de fet d'Eclose era de 709 persones. Hi havia 271 famílies de les quals 60 eren unipersonals (28 homes vivint sols i 32 dones vivint soles), 93 parelles sense fills, 106 parelles amb fills i 12 famílies monoparentals amb fills.
La població ha evolucionat segons el següent gràfic:
Habitants censats

### Habitatges
El 2007 hi havia 321 habitatges, 277 eren l'habitatge principal de la família, 20 eren segones residències i 23 estaven desocupats. 306 eren cases i 14 eren apartaments. Dels 277 habitatges principals, 223 estaven ocupats pels seus propietaris, 52 estaven llogats i ocupats pels llogaters i 2 estaven cedits a títol gratuït; 6 tenien dues cambres, 24 en tenien tres, 96 en tenien quatre i 150 en tenien cinc o més. 223 habitatges disposaven pel capbaix d'una plaça de pàrquing. A 110 habitatges hi havia un automòbil i a 152 n'hi havia dos o més.

### Piràmide de població
La piràmide de població per edats i sexe el 2009 era:
| Homes | Edats   | Dones |
| ----- | ------- | ----- |
| 0     | 95 o +  | 0     |
| 4     | 90 a 94 | 0     |
| 0     | 85 a 89 | 4     |
| 0     | 80 a 84 | 8     |
| 8     | 75 a 79 | 20    |
| 4     | 70 a 74 | 12    |
| 16    | 65 a 69 | 12    |
| 28    | 60 a 64 | 12    |
| 12    | 55 a 59 | 12    |
| 12    | 50 a 54 | 16    |
| 12    | 45 a 49 | 8     |
| 20    | 40 a 44 | 20    |
| 32    | 35 a 39 | 16    |
| 32    | 30 a 34 | 32    |
| 16    | 25 a 29 | 8     |
| 20    | 20 a 24 | 12    |
| 20    | 15 a 19 | 12    |
| 24    | 10 a 14 | 12    |
| 8     | 5 a 9   | 20    |
| 16    | 0 a 4   | 4     |

## Economia
El 2007 la població en edat de treballar era de 446 persones, 338 eren actives i 108 eren inactives. De les 338 persones actives 319 estaven ocupades (178 homes i 141 dones) i 19 estaven aturades (8 homes i 11 dones). De les 108 persones inactives 50 estaven jubilades, 27 estaven estudiant i 31 estaven classificades com a «altres inactius».

### Ingressos
El 2009 a Eclose hi havia 281 unitats fiscals que integraven 720,5 persones, la mediana anual d'ingressos fiscals per persona era de 17.849 €.

### Activitats econòmiques
Dels 27 establiments que hi havia el 2007, 5 eren d'empreses de fabricació d'altres productes industrials, 3 d'empreses de construcció, 4 d'empreses de comerç i reparació d'automòbils, 1 d'una empresa d'hostatgeria i restauració, 1 d'una empresa financera, 2 d'empreses immobiliàries, 4 d'empreses de serveis, 3 d'entitats de l'administració pública i 4 d'empreses classificades com a «altres activitats de serveis».
Dels 7 establiments de servei als particulars que hi havia el 2009, 2 eren tallers de reparació d'automòbils i de material agrícola, 2 paletes, 1 electricista i 2 restaurants.
L'any 2000 a Eclose hi havia 22 explotacions agrícoles que ocupaven un total de 345 hectàrees.

## Equipaments sanitaris i escolars
El 2009 hi havia 1 escola elemental i 1 escola elemental integrada dins d'un grup escolar amb les comunes properes formant una escola dispersa.